# Tracy Chapman (album)
„Tracy Chapman” – debiutancki album piosenkarki Tracy Chapman, wydany 5 kwietnia 1988 przez wytwórnię Elektra Records. Album został nagrany w Hollywood, w Kalifornii. Chapman została odkryta w 1987 przez jej znajomego z uniwersytetu Briana Koppelmana.
Album znalazł się na 10. miejscu listy 100 najlepszych albumów lat 80., według magazynu Rolling Stones.

## Lista utworów
1. „Talkin' 'bout a Revolution” – 2:40
2. „Fast Car” – 4:57
3. „Across the Lines” – 3:25
4. „Behind the Wall” – 1:50
5. „Baby Can I Hold You” – 3:14
6. „Mountains o' Things” – 4:39
7. „She's Got Her Ticket” – 3:57
8. „Why?” – 2:06
9. „For My Lover” – 3:12
10. „If Not Now…” – 3:01
11. „For You” – 3:10